# Пауль Ріхтер
Па́уль Едуа́рд Ма́ртін Рі́хтер (нім. Paul Eduard Martin Richter, нар.1 квітня 1895 — †30 грудня 1961) — австрійський актор кіно. Знявся майже у 70 фільмах.
Дебютував у кіно в 1914 році, знявшись у короткометражних стрічках «Передсмертний Вальс» (нім. Sterbewalzer) і «Гувернантка» (нім. Die Gouvernante). З початком Першої світової війни тимчасово призупинив акторську кар'єру, а у 1921 році повернувся в кіно, зігравши одну з головних ролей у фільмі «Індійська гробниця» (реж. Джое Май).
Найвідомішими ролями Ріхтера стали роботи у фільмах режисера Фріца Ланга «Доктор Мабузе, гравець» (1922), в якому він зіграв американця Едгара Гуля (Hull) і «Нібелунги» (1924) — головна роль Зігфріда.
Через проблеми з зором завершив акторську кар'єру наприкінці 1950-х. Помер у Відні у своєму будинку 30 грудня 1961 року.

## Обрана фільмографія
- 1921 — «Індійська гробниця» / Das indische Grabmal: Die Sendung des Yoghi
- 1921 — Індійська гробниця 2 / Das indische Grabmal: Der Tiger von Eschnapur
- 1922 — Доктор Мабузе, гравець / Dr. Mabuse, der Spieler — Едгар Гуль
- 1924 — Нібелунги. Зігфрід / Die Nibelungen: Siegfried — Зігфрід
- 1926 — Червона миша / Die rote Maus
- 1929 — Їх син / Sensation im Wintergarten — Граф Пауль Менсдорф
- 1930 — Ескімос / Eskimo — Джек Нортон
- 1932 — Чаклун / Der Hexer — інспектор Венбурі
- 1932 — Тайна Йоганна Орта / Das Geheimnis um Johann Orth — кронпринц Рудольф
- 1938 — Сильніше за кохання / Stärker als die Liebe
- 1939 — Лісове сп'яніння / Waldrausch — Амброс Лутц